# Филатов, Иван (футболист)
Иван Филатов (11 марта 1988) — киргизский футболист, нападающий клуба «Алга». Выступал за сборную Кыргызстана.

## Биография

### Клубная карьера
В 2009 году стал лучшим бомбардиром северной зоны первой лиги Кыргызстана в составе клуба «Наше Пиво» (Кант), забив 15 голов.
На следующий год выступал в высшей лиге за кантскую «Абдыш-Ату». С 2012 года играл за бишкекскую «Алгу», где был одним из лидеров нападения и за два с половиной сезона забил 19 голов. Летом 2014 года вернулся в «Абдыш-Ату», но там был не слишком результативен и спустя год отправился обратно в «Алгу». В 2015 году за половину сезона в «Алге» забил 10 голов.
В начале 2016 года перешёл в оманский клуб «Сохар», но в том же году вернулся в Кыргызстан. В январе-феврале 2017 года играл за индийский клуб «Минерва Панджаб», провёл 6 матчей в И-Лиге.
Неоднократный призёр чемпионата Кыргызстана — серебряный (2012, 2014, 2017), бронзовый (2010, 2016). Несколько раз входил в топ-10 спора бомбардиров чемпионата, в том числе в 2014 году занял третье место (10 голов), в 2015 году — четвёртое место (12 голов).

### Карьера в сборной
В национальной сборной Кыргызстана дебютировал 1 ноября 2013 года в матче против Индонезии. Всего в 2013—2015 годах принял участие в пяти матчах, голов не забивал.